# 무호마츠의 일생
《무호마츠의 일생》(일본어: 無法松の一生)은 이나가키 히로시가 감독을 맡은 1958년 일본 영화이다. 《인력거꾼》이라는 제목으로도 알려져 있다. 우연히 알게 된 소년의 아버지가 죽자 그 아버지를 대신하게 된 인력거꾼 마츠고로의 이야기를 다루고 있다.
1943년에 개봉된 동명 영화의 리메이크 작품이다.

## 출연

### 주연
- 미후네 도시로
- 타카미네 히데코

### 조연
- 아쿠타가와 히로시
- 이이다 초코
- 류 치슈
- 타나카 하루오
- 타타라 준
- 나카무라 노부오
- 미야구치 세이지
- 나카키타 치에코
- 아리시마 이치로
- 켄지 카사하라